# Cathédrale de la Dormition d'Omsk
Cette  cathédrale n’est pas la seule cathédrale de la Dormition.
La cathédrale de la Dormition (en russe : Успенский собор) est un édifice religieux orthodoxe situé à Omsk, une ville du centre-sud de la Russie, en Sibérie.

## Histoire
En 1891, la première pierre de la cathédrale est posée par le tsarévitch Nicolas au cours de son grand voyage dans l'Empire russe. Édifiée sur les plans de l'architecte Ernest Würrich dans un style néo-russe dit aussi néo-byzantin inspiré à la fois de l'art traditionnel et de réminiscences byzantines, elle est consacrée en 1898. 
Pendant la guerre civile russe, elle est le principal édifice religieux de la région contrôlée par les Russes blancs. En 1935, la cathédrale est détruite sur l'ordre des autorités communistes. 
Enfin, en 2005, le gouvernement de l'oblast d'Omsk autorise la reconstruction de l'édifice comme un monument appartenant à l'histoire et à la culture de la ville. La nouvelle cathédrale est consacrée le 15 juillet 2007.

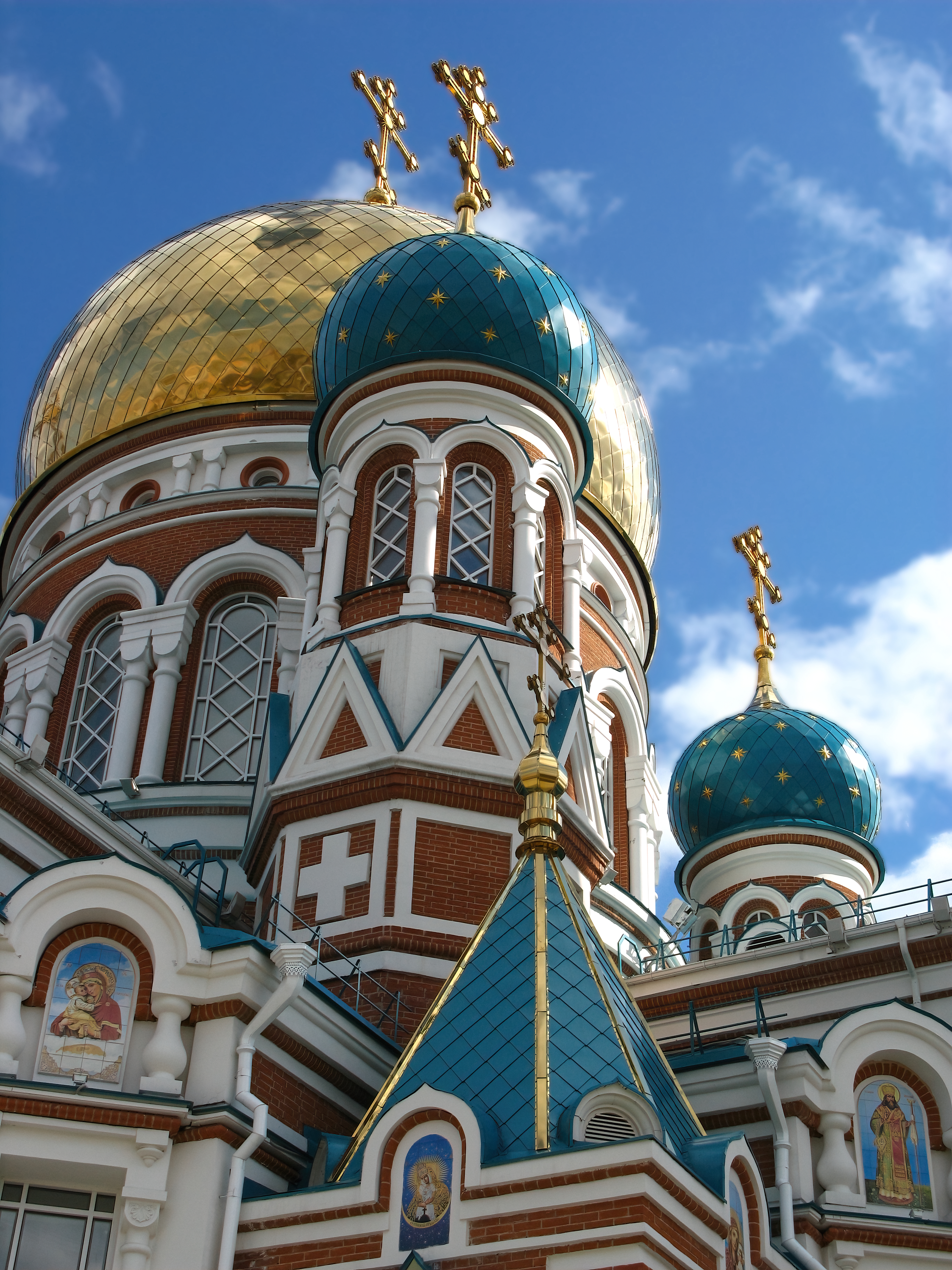
Détails des coupoles et toitures de la cathédrale.

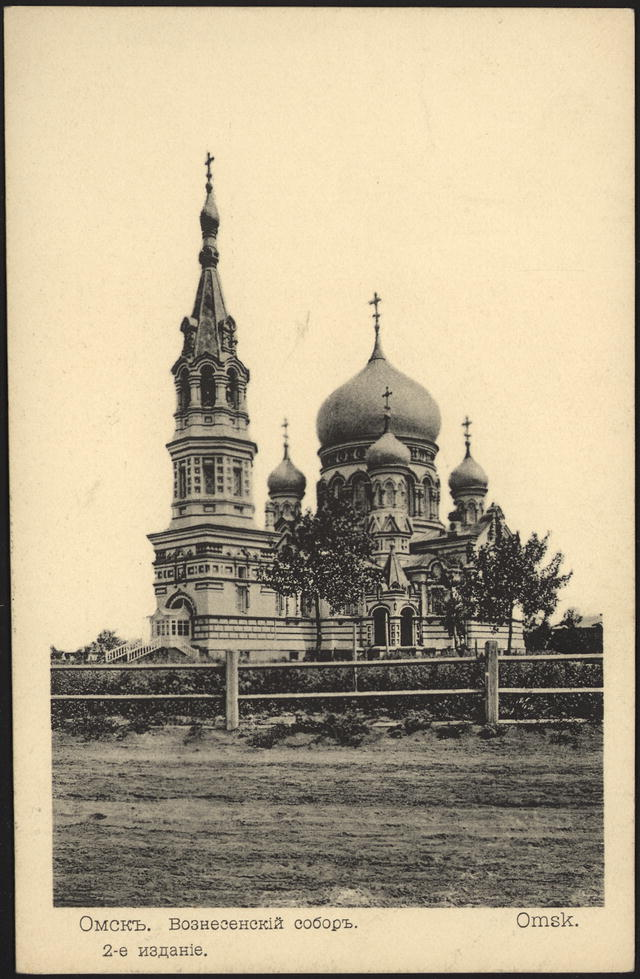
Carte postale de la cathédrale en 1905 avant sa destruction par les Soviétiques.